# Ченгиз, Али
Али Ченгиз (род. 8 апреля 1996, Маниса) — турецкий борец греко-римского стиля, чемпион мира 2023 года, серебряный призёр чемпионатов Европы (2023, 2024).

## Биография
Али Ченгиз завоевал бронзовую медаль на чемпионате Европы по борьбе FILA U-23 2019 года, проходившем в Сербии, Нови-Сад.
В 2022 году он завоевал бронзовую медаль в весовой категории до 87 кг на Средиземноморских играх 2022 года, проходивших в Оране, Алжир. В этом же году на чемпионате мира стал третьим. 
В 2023 году он завоевал серебряную медаль на чемпионате Европы по борьбе 2023 года в Загребе, проиграв венгру Иштвану Такачу со счетом 5:2 в финальном поединке в весовой категории до 87 кг. На чемпионате мира в Белграде Ченгиз стал чемпионом, в финале поборов соперника из Венгрии Давида Локонци. 
На чемпионате Европы 2024 года в Бухаресте турок вышел в финал, где уступил спортсмену из Сербии Александру Комарову.  